# Kelp
Taxons concernés
Familles :
- Alariaceae
- Chordaceae
- Durvilleaceae
- Laminariaceae
- Lessoniaceae
- Phyllariaceae
- Pseudochordaceae
  - Espèces : voir textemodifier

Kelp est un mot anglais désignant, au sens strict, les laminaires. Par extension, il peut être utilisé dans le langage courant pour désigner des espèces de grandes macroalgues brunes appartenant à d'autres ordres.
En français, on tend à réserver le mot kelp pour désigner les algues géantes des côtes nord-américaines du Pacifique, néo-zélandaises ou sub-antarctiques qui forment de véritables forêts sous-marines, depuis le fond de la mer jusqu'à la surface, généralement dominées par les espèces Macrocystis pyrifera ou Nereocystis luetkeana[réf. souhaitée]. Le mot « kelp » peut alors désigner en français, soit l'algue elle-même, soit le milieu naturel particulier formé par les peuplements d'algues géantes. Certaines espèces peuvent mesurer jusqu'à 30 mètres de longueur. Accrochées sur le fond rocheux, elles portent des pneumatocystes, sortes de flotteurs remplis de gaz leur permettant de se maintenir dans la colonne d'eau. Les habitants des îles Malouines sont surnommés les Kelpers à cause de la présence d’une grande quantité de kelp sur ces îles.
Sous forme de comprimés, le kelp est utilisé comme complément alimentaire pour sa grande concentration en iode.

## Exemples d'espèces[2]
Voici quelques exemples d'algues pouvant être appelée kelp en anglais. 
| Ordre          | Genre       | Espèce       | Nom commun anglophone                              |
| -------------- | ----------- | ------------ | -------------------------------------------------- |
| Fucales        | Fucus       | vesiculosus  | kelp, kelpware                                     |
| Fucales        | Durvillaea  |              | bull-kelp, southern bull-kelp                      |
| Fucales        | Sargassum   | mangarevense | common kelp                                        |
| Laminariales   | Nereocystis | luetkeana    | bull-kelp, edible kelp, giant kelp                 |
| Laminariales   | Macrocystis | pyrifera     | giant kelp, giant bladder kelp, giant Pacific kelp |
| Laminariales   | Saccharina  | latissima    | sea belt, sugar kelp, sugarwack                    |
| Desmarestiales | Desmarestia | viridis      | green acid kelp, stringy acid kelp                 |

## Culture
La Chine est leader mondial de production de kelp, avec 7 millions de tonnes produites en 2015

## Utilisations
Certaines espèces de kelp sont utilisées pour l’alimentation ; par exemple, au Chili, Durvillaea antarctica (sous le nom de « cochayuyo »). D'autres sont utilisées dans des produits cosmétiques et dans la nourriture pour animaux en raison de leurs propriétés gélifiantes.
Le kelp pourrait servir à un vaste programme de désacidification des océans et de lutte contre le réchauffement climatique en raison de sa capacité à absorber le CO2, l'azote et le phosphore.

## Photographies

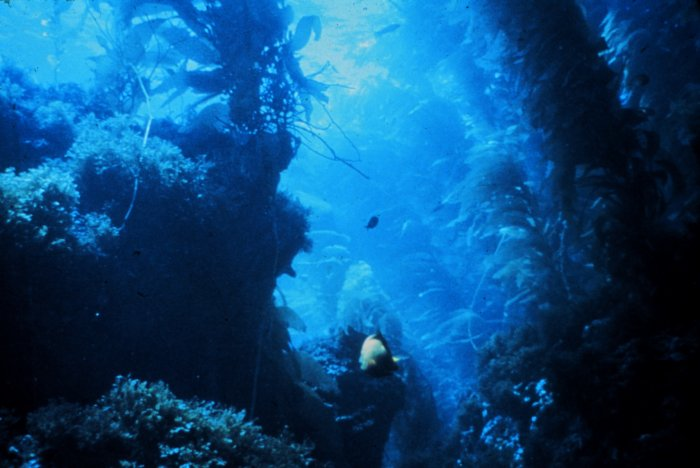
Le kelp forme de véritables « forêts sous-marines ».
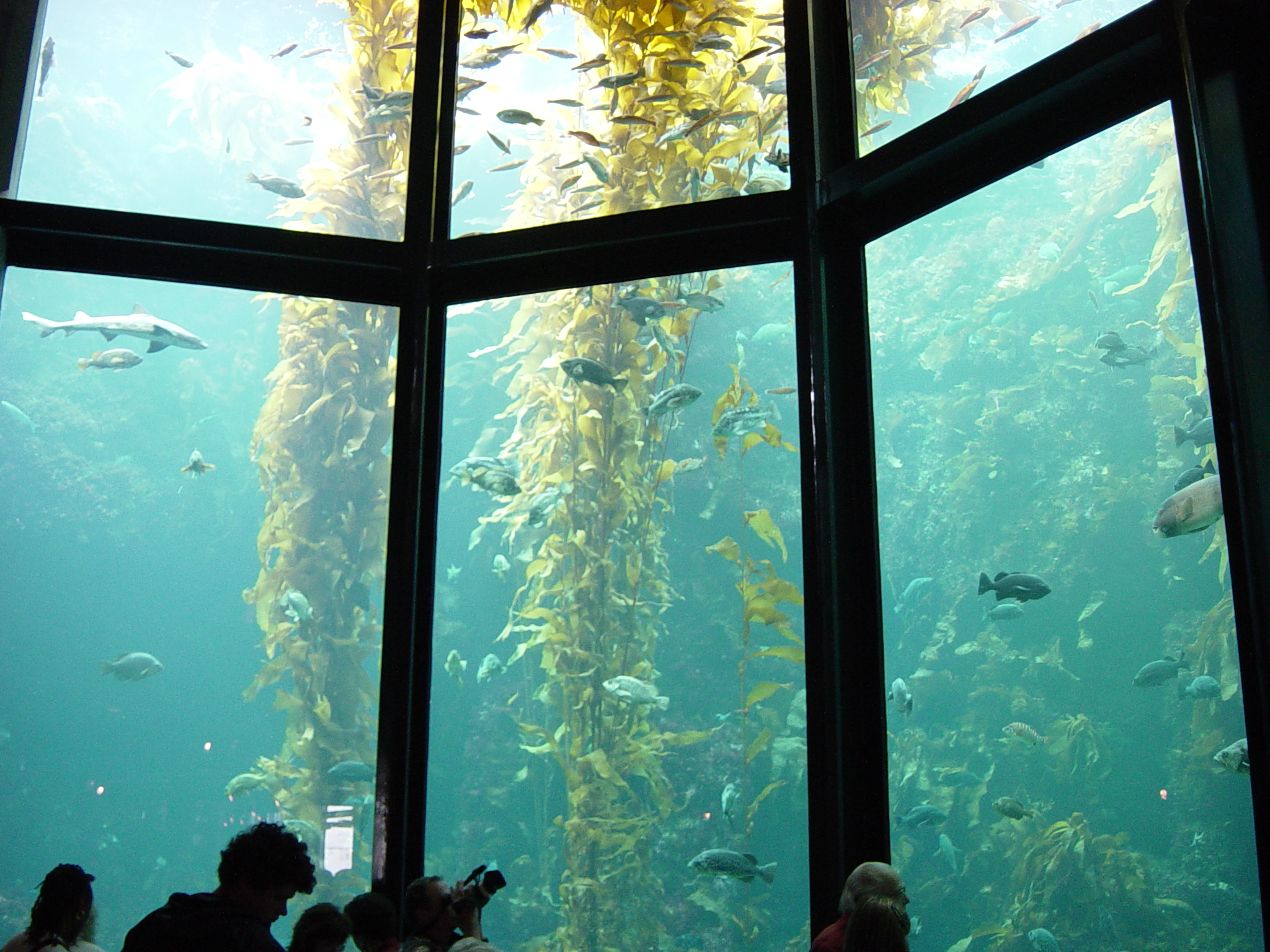
Kelp présenté au public par l'aquarium californien de Monterey.
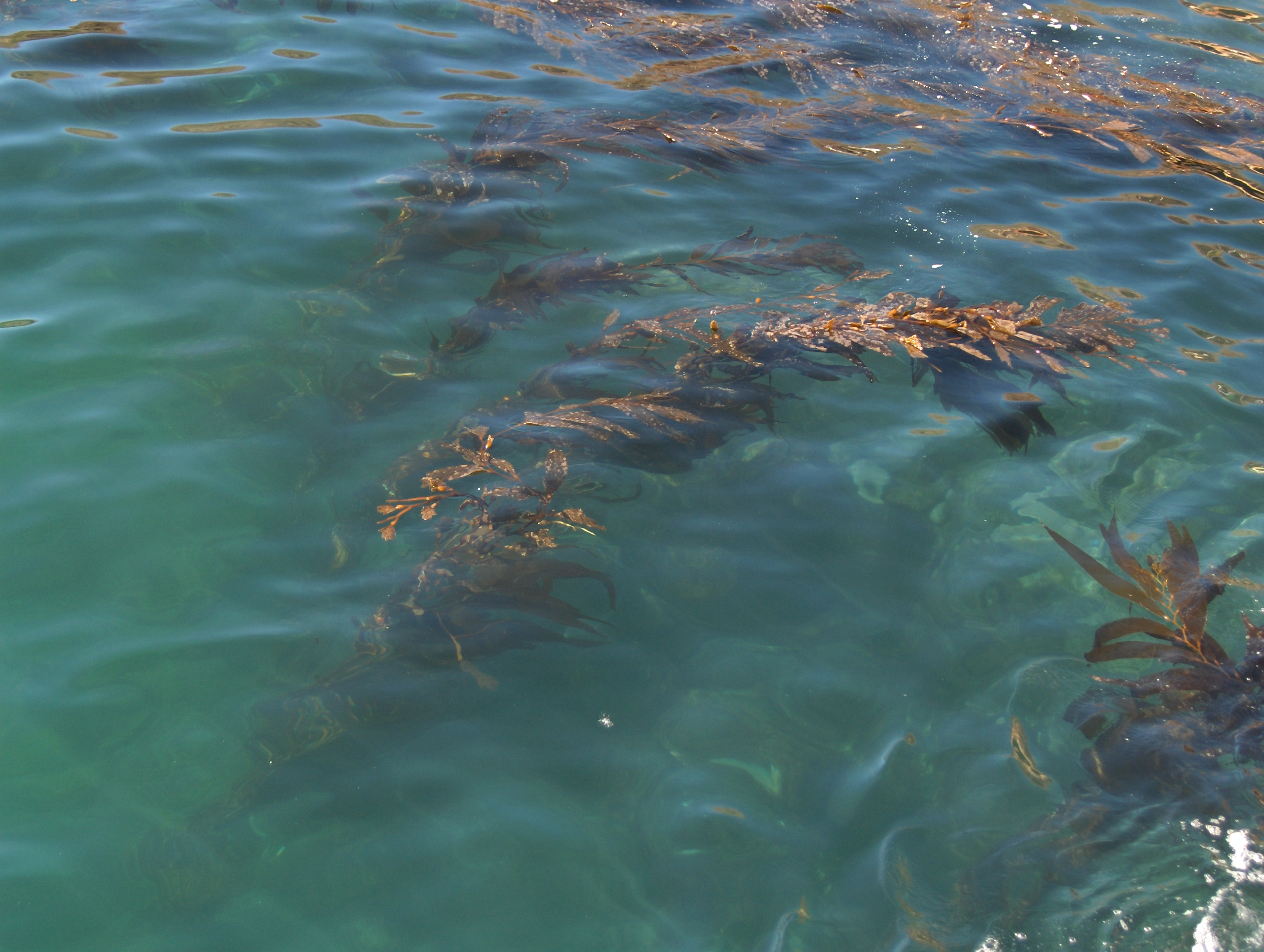
Équivalent de la canopée, pour la forêt de kelp.
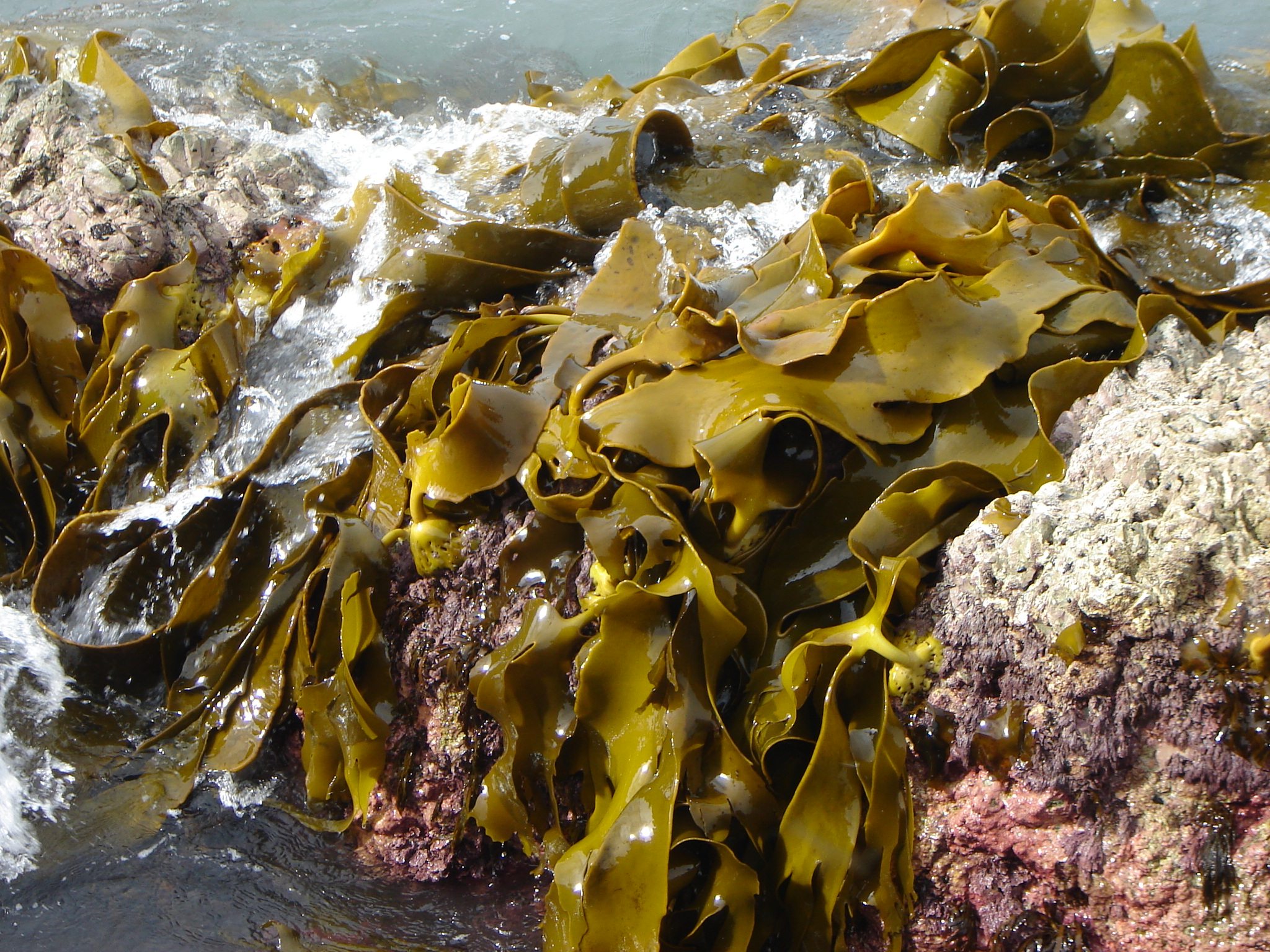
Durvillaea antarctica, ou bull-kelp, sur la côte de la Nouvelle-Zélande.
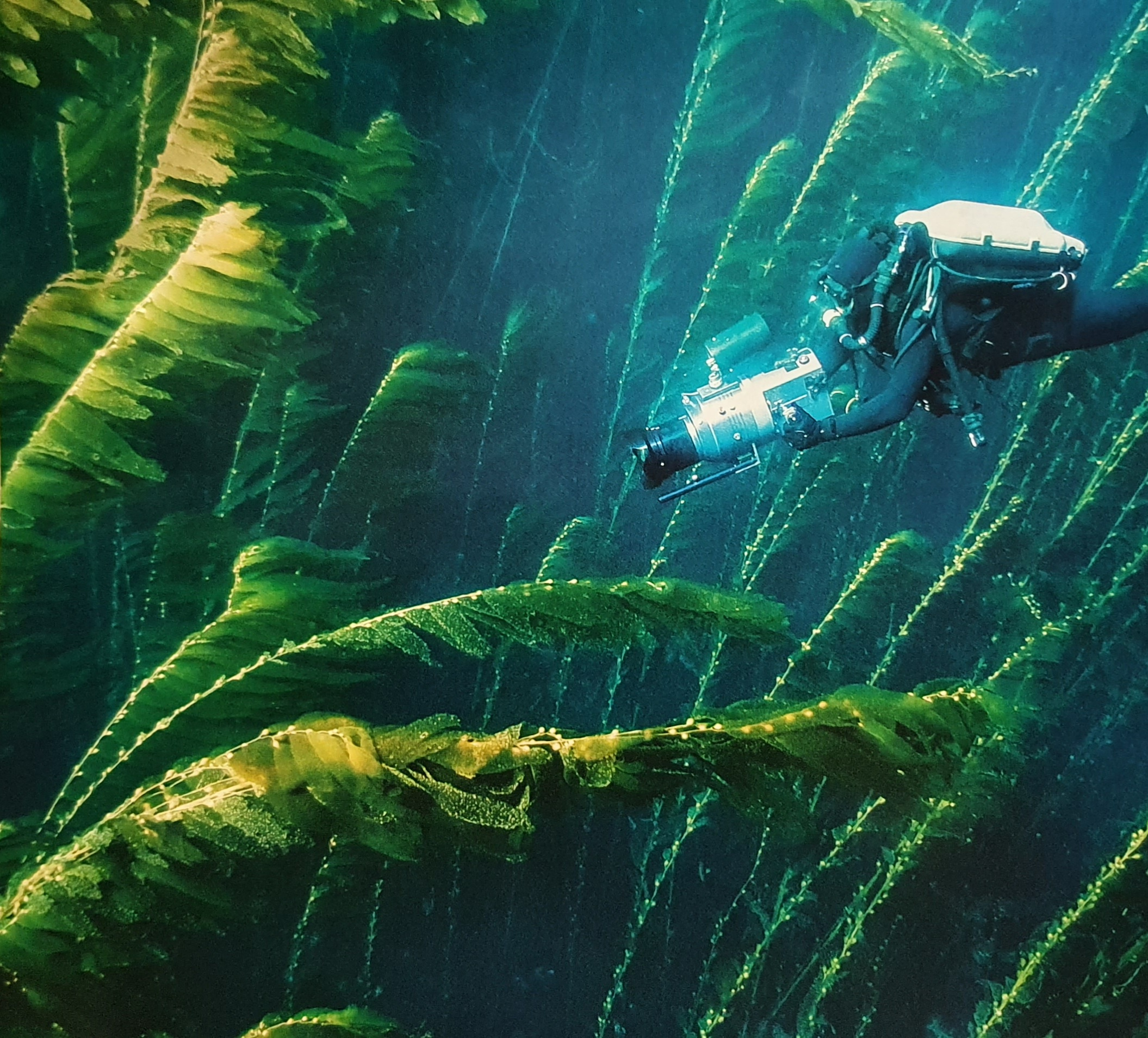
Kelp en milieu sous-marin